# يوري دولينيك
يوري دولينيك، (بالإنجليزية: Jure Dolenec)، مواليد 6 ديسمبر 1988 في ليوبليانا، جمهورية يوغوسلافيا الاشتراكية الاتحادية، هو لاعب كرة يد سلوفيني يلعب كظهير أيمن. يلعب حاليا مع نادي برشلونة لكرة اليد ويحمل الرقم 11. مثل منتخب سلوفينيا لكرة اليد. شارك في دورة الألعاب الأولمبية الصيفية سنة 2016.

## سجل المنافسة
شارك في البطولات التالية:
- بطولة العالم لكرة اليد للرجال 2015
- الألعاب الأولمبية الصيفية 2016

## روابط خارجية
- يوري دولينيك على موقع الاتحاد الدولي لكرة اليد (الإنجليزية)
- يوري دولينيك على موقع الاتحاد الأوروبي لكرة اليد (الإنجليزية)
- يوري دولينيك على موقع الاتحاد الفرنسي لكرة اليد (الفرنسية)
- يوري دولينيك على موقع اللجنة الأولمبية الدولية (الإنجليزية)
- يوري دولينيك على موقع أوليمبيديا (الإنجليزية)